# Milan Jovanović (Montenegro)
Milan Jovanović (Montenegrijns: Милан Јовановић) (Čačak, 21 juli 1983) is een gewezen profvoetballer uit Montenegro, die speelde als verdediger. Hij stond van 2012 tot 2013 onder contract bij de Servische topclub Rode Ster Belgrado, en kwam eerder onder meer uit voor Universitatea Cluj en Rapid Wien. Hij sloot zijn loopbaan af in Iran.

## Interlandcarrière
Jovanović, bijgenaamd Mrva, vertegenwoordigde Montenegro na de ontmanteling van Servië en Montenegro. Hij maakte zijn debuut voor de nationale ploeg op 24 maart 2007 in de vriendschappelijke thuiswedstrijd tegen Hongarije, die met 2-1 werd gewonnen door Montenegro dankzij rake strafschoppen van achtereenvolgens Mirko Vučinić en Igor Burzanović. Het duel was het eerste duel voor de voormalige Joegoslavische deelrepubliek als zelfstandige staat.